# Ethelnoth
Ethelnoth o Æthelnoth (... – fine ottobre 1038) è stato un arcivescovo anglosassone.

## Biografia
Discendente di Etelredo del Wessex, Ethelnoth era figlio di Æthelmær il Robusto, nipote di Etelverdo e, secondo Frank Barlow, zio di Godwin del Wessex. Da bambino fu battezzato da Dunstano di Canterbury e, secondo una leggenda, mentre riceveva il sacramento avrebbe fatto con le mani un gesto di benedizione, fatto che avrebbe spinto Dunstano a profetizzare il futuro episcopato di Ethelnoth.
Si fece monaco a Glastonbury, diventato poi decano del priorato di Canterbury; forse fu allievo di Aelfric il grammatico. Successivamente fu cappellano di Canuto il Grande e poi decano di Canterbury. Il 13 novembre 1020 fu consacrato arcivescovo di Canterbury, forse come gesto di stima di Canuto per compensare all'esecuzione del fratello nel 1017.
Nel 1022 si recò a Roma per ricevere il pallio da papa Benedetto VIII e, al suo ritorno in patria, portò con sé una reliquia di Sant'Agostino donata all'Abbazia di Coventry; presiedette inoltre alla traslazione delle spoglie del suo predecessore Elfego di Canterbury, venerato come santo e martire. La sua successione apostolica annoverava Dúnán, il primo vescovo di Dublino, alcuni vescovi scandinavi dell'arcidiocesi di Brema e Reginbert, il primo vescovo di Odense. Figura di spicco della terza generazione dei riformisti benedettini in Inghilterra, Ethelnoth era noto per la sua saggezza. Morì alla fine del mese di ottobre del 1038.
Pur venendo annoverato negli Acta Sanctorum e tra i santi benedettini citati da Jean Mabillon negli Annales Ordinis Sancti Benedicti, non vi sono prove che sia mai stato oggetto di culto a Canterbury o altrove.

## Genealogia episcopale e successione apostolica
La genealogia episcopale è:
- Arcivescovo Wulfstan
- Arcivescovo Ethelnoth

La successione apostolica è:
- Arcivescovo Ælfric Puttoc (1023)
- Vescovo Joseph (1027)